# Petah Tikva Troopers 2018-2019
Questa voce raccoglie le informazioni riguardanti i Petah Tikva Troopers nelle competizioni ufficiali della stagione 2018-2019.

## Israel Football League 2018-2019

### Pre-season
| 1º novembre 2018, ore 20:00 | Jerusalem Lions | 44 – 46 | Petah Tikva Troopers |  |

### Stagione regolare
| Petah Tiqwa 16 novembre 2018, ore 9:30 | Petah Tikva Troopers | 58 – 12 (22-6 16-6 14-0 6-0) referto | Judean Rebels | Stadio HaMoshava (21 spett.)\| Arbitro: \| Lavie-Ephrat \| |
| Arbitro:                               | Lavie-Ephrat         |                                      |               |                                                            |

| Petah Tiqwa 22 novembre 2018, ore 20:30 | Petah Tikva Troopers | 28 – 13 (0-0 8-7 6-0 14-6) referto | Haifa Underdogs | Stadio HaMoshava (28 spett.)\| Arbitro: \| Friedman \| |
| Arbitro:                                | Friedman             |                                    |                 |                                                        |

| Tel Aviv 30 novembre 2018, ore 10:11 | Tel Aviv Pioneers | 6 – 42 (0-20 6-22 0-0 0-0) referto | Petah Tikva Troopers | Università di Tel Aviv (41 spett.)\| Arbitro: \| Luz \| |
| Arbitro:                             | Luz               |                                    |                      |                                                         |

| Mazkeret Batya 14 dicembre 2018, ore 9:30 | Mazkeret Batya Silverbacks | 22 – 56 (6-8 8-36 0-12 8-0) referto | Petah Tikva Troopers | Mazkeret Batya Field (23 spett.)\| Arbitro: \| Sela \| |
| Arbitro:                                  | Sela                       |                                     |                      |                                                        |

| Gerusalemme 27 dicembre 2018, ore 20:00 | Judean Rebels | 0 – 62 (0-22 0-26 0-14 0-0) referto | Petah Tikva Troopers | Kraft Sports Campus (8 spett.)\| Arbitro: \| Greisas \| |
| Arbitro:                                | Greisas       |                                     |                      |                                                         |

| Petah Tiqwa 3 gennaio 2019, ore 20:30 | Petah Tikva Troopers | 64 – 18 (34-6 18-6 0-0 12-6) referto | Ramat HaSharon Hammers | Stadio HaMoshava (33 spett.)\| Arbitro: \| Lavie-Ephrat \| |
| Arbitro:                              | Lavie-Ephrat         |                                      |                        |                                                            |

| Gerusalemme 10 gennaio 2019, ore 20:00 | Jerusalem Lions | 27 – 20 (6-8 7-0 0-6 14-6) referto | Petah Tikva Troopers | Kraft Sports Campus (108 spett.)\| Arbitro: \| Sela \| |
| Arbitro:                               | Sela            |                                    |                      |                                                        |

| Netanya 25 gennaio 2019, ore 10:00 | Haifa Underdogs | 25 – 28 (6-14 6-8 0-6 13-0) referto | Petah Tikva Troopers | Istituto Wingate (12 spett.)\| Arbitro: \| Lavie-Ephrat \| |
| Arbitro:                           | Lavie-Ephrat    |                                     |                      |                                                            |

| Petah Tiqwa 8 febbraio 2019, ore 10:00 | Petah Tikva Troopers | 56 – 20 (8-12 28-8 14-0 6-0) referto | Beersheva Black Swarm | Stadio HaMoshava (45 spett.)\| Arbitro: \| Lavie-Ephrat \| |
| Arbitro:                               | Lavie-Ephrat         |                                      |                       |                                                            |

### Playoff
| Petah Tiqwa 22 febbraio 2019, ore 9:00 | Petah Tikva Troopers | 32 – 14 (8-0 18-0 0-0 6-14) referto | Haifa Underdogs | Stadio HaMoshava |

| Gerusalemme 28 febbraio 2019, ore 19:15 | Jerusalem Lions | 29 – 26 (14-0 7-12 0-8 8-6) referto | Petah Tikva Troopers | Kraft Sports Campus |

### Statistiche di squadra
| Competizione      | %Vittorie | In casa | In casa | In casa | In casa | In casa | In casa | In trasferta | In trasferta | In trasferta | In trasferta | In trasferta | In trasferta | Totale | Totale | Totale | Totale | Totale | Totale |
| Competizione      | %Vittorie | G       | V       | N       | P       | Pf      | Ps      | G            | V            | N            | P            | Pf           | Ps           | G      | V      | N      | P      | Pf     | Ps     |
| ----------------- | --------- | ------- | ------- | ------- | ------- | ------- | ------- | ------------ | ------------ | ------------ | ------------ | ------------ | ------------ | ------ | ------ | ------ | ------ | ------ | ------ |
| Preseason         | 1.000     | 0       | 0       | 0       | 0       | 0       | 0       | 1            | 1            | 0            | 0            | 46           | 44           | 1      | 1      | 0      | 0      | 46     | 44     |
| Stagione regolare | .889      | 4       | 4       | 0       | 0       | 206     | 63      | 5            | 4            | 0            | 1            | 208          | 80           | 9      | 8      | 0      | 1      | 414    | 143    |
| Playoff           | .500      | 1       | 1       | 0       | 0       | 32      | 14      | 1            | 0            | 0            | 1            | 26           | 29           | 2      | 1      | 0      | 1      | 58     | 43     |
| Totale            | .833      | 5       | 5       | 0       | 0       | 238     | 77      | 7            | 5            | 0            | 2            | 280          | 153          | 12     | 10     | 0      | 2      | 518    | 230    |